# Pasquale Infelisi
Pasquale Infelisi (Napoli, 1899 – Macerata, 14 giugno 1944) è stato un carabiniere italiano, Medaglia di Bronzo al Valor Militare, creatore di una rete clandestina attiva nel territorio maceratese fra 1943 e 1944, fu arrestato e fucilato dai nazifascisti.

## Biografia
Pasquale Infelisi, nato a Napoli nel 1899, Maggiore dei Carabinieri e Comandante del Gruppo territoriale dei Carabinieri della provincia di Macerata, dopo il settembre del 1943, quando quel territorio si ritrovò all'interno della Repubblica Sociale Italiana, con l'aiuto del Capitano Alfonso Vetrano diede vita a una rete clandestina di carabinieri -sfruttando anche le sue ispezioni ai Comandi dipendenti- con cui fece evadere prigionieri anglo-americani dal campo di Sforzacosta, realizzò azioni di sabotaggio e protesse i membri della Resistenza. Unì poi la sua formazione a quella del Gruppo Patrioti «Salvatore».
Rifiutò di prestare giuramento al Governo della RSI e fu costretto a congedarsi. L'8 giugno 1944 venne arrestato con le accuse di antifascismo e cospirazione dalla locale autorità fascista, internato nell’ex Cras (poi Manicomio di Santa Croce), interrogato e torturato perché rivelasse informazioni sui suoi contatti ma non parlò. Fu poi consegnato alle SS tedesche, che -con la scusa della deportazione in Germania- lo portarono nelle campagne del capoluogo (nella località del Montirozzo, oggi a margine del quartiere di Collevario, in Via Campanile) e lo fucilarono. Aveva quarantaquattro anni. Lasciò la moglie e tre figli.
Una ricerca del giornalista maceratese Maurizio Verdenelli ha individuato come responsabile dell'eccidio l'allora SS-Obersturmführer (tenente) Herbert Andorfer, originario di Linz, classe 1911. Prima di giungere in Italia, l'ufficiale aveva operato a Belgrado nel 1942 in qualità di comandante di un campo di concentramento, successivamente impiegato in azioni di contrasto alla lotta partigiana in Liguria, in Emilia (decorato di Croce di Ferro di II classe) e nelle Marche.
In seguito alla scoperta del cosiddetto Armadio della Vergogna il maresciallo delle SS Emil Schreiber, vice di Andorfer, fu processato dal Tribunale militare di Roma, venendo assolto nel 2006.

## Memoria
Solo il 30 giugno 1975 il Sindaco di Macerata Giuseppe Sposetti inaugurò un cippo commemorativo dedicato all'ufficiale.
Una targa marmorea ne ricorda la memoria e riporta la motivazione della Medaglia di Bronzo al Valor Militare nell'atrio della Caserma sede del Comando Provinciale Carabinieri di Macerata.
Il 14 giugno 2014 l'Ufficiale è stato commemorato nel corso di una cerimonia cui è intervenuto il Generale C. A. Tullio Del Sette, al tempo Comandante Interregionale Carabinieri “Podgora” e Vicecomandante Generale dell'Arma, successivamente divenuto Comandante Generale.
A Chieti gli è intitolata la caserma sede del Comando Legione Carabinieri Abruzzo, in cui è presente una targa che ne ricorda la memoria e riporta la motivazione della Medaglia di Bronzo al Valor Militare.
Nel 2014 la sua storia è stata raccontata al Museo della Resistenza di Falconara Marittima all'interno di una mostra sui "Carabinieri nella liberazione".